# Sonnen (Unternehmen)
Die Sonnen GmbH (Eigen- und Kurzschreibweise: sonnen) ist ein Unternehmen in der Energiebranche mit Sitz in Wildpoldsried im Landkreis Oberallgäu. Es produziert Batteriespeicher für Privathaushalte und Kleinbetriebe. Das Unternehmen gilt als Marktführer in Deutschland und weiteren internationalen Märkten. Zudem organisiert es für seine Kunden eine „Community“ zum virtuellen Tausch von Energie.
Am 15. Februar 2019 wurde die Übernahme der Sonnen GmbH durch den britisch-niederländischen Energiekonzern Royal Dutch Shell mit dem Tochterunternehmen Shell New Energies bekannt. Im September 2023 gab Shell bekannt, Sonnen zum Verkauf zu stellen.

## Entwicklung des Unternehmens

### Firma
Christoph Ostermann und Torsten Stiefenhofer gründeten das Unternehmen 2010 als GmbH. Die Firmenbezeichnung lautete PROSOL Invest Deutschland GmbH. Im Dezember 2013 beschloss die Gesellschafterversammlung die Änderung des Namens in Sonnenbatterie GmbH, um den Namen ihres Produktprogramms aufzunehmen und die angestrebte Internationalisierung zu unterstützen. Seit November 2015 firmiert das Unternehmen als Sonnen GmbH. 

### Geschäftsentwicklung
Von 2008 bis 2010 entwickelte vor allem Torsten Stiefenhofer eine Solarbatterie, die für Eigenheimbesitzer mit einer Photovoltaikanlage konzipiert wurde. Sie wurde ab 2011 unter dem Namen sonnenBatterie vertrieben. Bis Mitte 2020 sind zehn Generationen dieses Stromspeichersystems entwickelt und vermarktet worden. Deutschland ist Hauptabsatzmarkt der Geräte. Das Unternehmen vertreibt die Heimbatterien zudem in Österreich, der Schweiz, Großbritannien, Irland, der Slowakei, Tschechien, Italien, den Niederlanden, Spanien, Belgien Schweden, Norwegen, den Vereinigten Staaten und Australien (Stand: Juni 2022).
Gemeinsam mit der Umfirmierung zur Sonnen GmbH kündigte das Unternehmen im November 2015 an, eine Strom-„Community“ zu formieren, deren Mitglieder untereinander Strom tauschen. Seit September 2016 können Besitzer einer sonnenBatterie, die Mitglied dieser Stromgemeinschaft sind, Strom virtuell teilen.

### Gesellschafter
Seit März 2019 ist Sonnen eine hundertprozentige Tochtergesellschaft von Shell. Im September 2023 gab Shell bekannt, Sonnen zum Verkauf zu stellen.
Davor waren am Unternehmen neben den Gründern mehrere Finanzinvestoren beteiligt (Stand Oktober 2016):
- Im Januar 2013 erwarb die eCAPITAL entrepreneurial Partners AG[18] für 3 Mio. Euro einen Anteil von rund 30 Prozent.[19]
- Der Einstieg von Chrysalix SET Management B.V. (SET Ventures)[20] und Munich Venture Partners[21] erfolgte Ende 2014 im Zuge einer Kapitalerhöhung von 7,5 Mio. Euro, an der sich eCAPITAL ebenfalls beteiligte.[22]
- Zur Jahresmitte 2015 stieg Inven Capital, investiční fond, a.s.,[23] eine Tochter des tschechischen Energieunternehmens ČEZ mit einem hohen einstelligen Millionenbetrag in das Unternehmen ein.[24][25]
- Im Juni 2016 gewann das Unternehmen GE Ventures, die Wagniskapital-Tochter von General Electric, als weiteren Investor.[26]
- Im Oktober 2016 erhielt Sonnen weitere 76 Mio. Euro von seinen Investoren. Der chinesische Konzern Envision Energy[27] und Thomas Pütter, vormals bei Allianz Capital Partners, kamen neu hinzu.[28]
- Bei der Finanzierungsrunde über 60 Millionen Euro im Mai 2018 stieg Shell Ventures als neuer Investor bei Sonnen ein.[29]

### Standorte
Bis Ende 2015 fertigte das Unternehmen alle Batteriespeicher in Wildpoldsried – für die Vermarktung unter eigenem Namen sowie als White-Label-Hersteller für Solarworld und RWE. 2015 etablierte das Unternehmen eine Produktionsanlage im kalifornischen San José. Im Juni 2015 richtete das Unternehmen in Atlanta (Georgia) einen Standort für Forschung und Entwicklung ein, um die eigenen Produkte auf die Bedingungen des US-Marktes abzustimmen. Seit 2017 erfolgt hier auch die Produktion der Stromspeicher. Im November 2018 eröffnete Sonnen im australischen Adelaide seinen weltweit dritten Produktionsstandort. Im November 2021 gab Sonnen die Eröffnung seiner neuen Produktionsanlage in Wildpoldsried bekannt, in der monatlich bis zu 10.000 Stromspeicher produziert werden können. Damit zählt die Anlage zu den größten Produktionsstätten für solche Speicher in Europa.

## Geschäftsbereiche

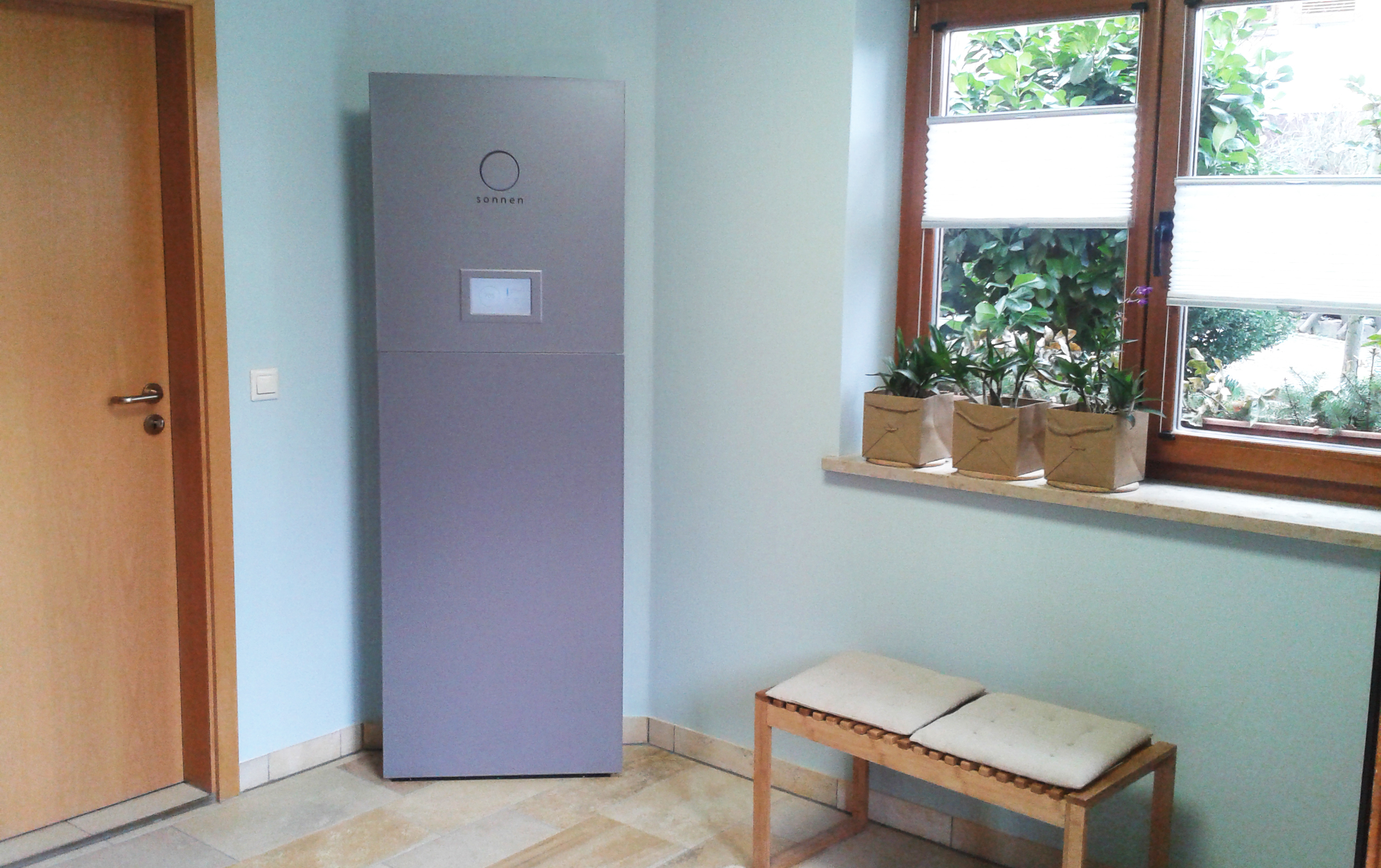
Batteriespeicher von Sonnen in Privathaushalt

### Stromspeicher
Der Batteriespeicher dient dazu, die Rate des Eigenverbrauchs von selbst erzeugtem Strom zu erhöhen, er ist als Komplettsystem ausgelegt. Neben den Batteriemodulen besitzt der Speicher einen integrierten Wechselrichter, eine Einheit für das Energiemanagement sowie elektronische Zähler für den Stromverbrauch im Gebäude, für die photovoltaische Stromerzeugung und für die Abgabe von Strom an das Stromnetz. Das Energiemanagementsystem wertet die Verbrauchsdaten des Nutzers aus und bezieht Wetterdaten mit ein, um die optimalen Zeiträume für die Be- und Entladung des Speichers zu bestimmen.
Die verwendeten Speicherelemente sind Lithium-Eisenphosphat-Akkumulatoren. Sony ist Hauptlieferant dieser Komponente. Die verschiedenen Modelle des Systems unterscheiden sich vor allem in der Nennkapazität. In Deutschland war Sonnen einer der ersten Anbieter von Lithium-Ionen-Batterien für den stationären Einsatz in Eigenheimen und gilt als Marktführer in Deutschland und weiteren internationalen Märkten.
Der Vertrieb erfolgt nicht über den Großhandel, sondern über ausgewählte Fachhändler. Von 2011 bis Mitte Oktober 2016 wurden 15.000 Geräte verkauft.
Nach einer Klage der Verbraucherzentrale erklärte ein Gericht die Garantiebedingungen der sonnen-Batterie für ungültig.

### Virtuelle Kraftwerke
Sonnen gilt als Vorreiter für die Vernetzung von Haushalten zu virtuellen Kraftwerken. Anfang Mai 2017 wurden Pläne von Tennet und Sonnen bekannt, dezentrale Photovoltaik-Heimspeicher über eine Blockchain-Lösung zur Stabilisierung des Stromnetzes sowie zur besseren Netzintegration von erneuerbaren Energien einzusetzen. Für die Kunden von Sonnen ergebe sich eine Einnahmequelle, die geplante Blockchain-Lösung würde die Vernetzung von Batteriespeichern erleichtern, Volkswirtschaftlich könnten die Redispatch-Kosten für die Stabilisierung des Stromnetzes gesenkt werden. Im Jahr 2018 erhielt Sonnen vom Übertragungsnetzbetreiber Tennet als erster Anbieter die Präqualifikation für ein virtuelles Kraftwerk, seitdem stellt Sonnen unter anderem Primärregelleistung (FCR) bereit. Im Juni 2022 gab Sonnen bekannt, dass das virtuelle Kraftwerk auch für den Intraday-Handel genutzt wird.
Sonnen betreibt mittlerweile auch virtuelle Kraftwerke in Australien, den USA und Italien.
Alle Kunden zählt das Unternehmen zur sonnenCommunity. Seit 2016 organisiert das Unternehmen diese „Gemeinschaft“ aus Betreibern von Photovoltaikanlagen, die überschüssigen Strom virtuell miteinander "teilen". Um in sonnenarmen Zeiten keine Stromdefizite entstehen zu lassen, bezieht Sonnen zusätzlichen Ökostrom aus Wasserkraft-, Windkraft- oder zusätzlichen Photovoltaik-Anlagen. Das Konzept kombiniert den Einsatz von dezentraler Energieerzeugung und Batteriespeicher durch die digitale Vernetzung der Teilnehmer. Das Unternehmen erhofft sich durch den Auf- und Ausbau der Community die Steigerung des Absatzes seiner Batterien. Voraussetzung für die Teilnahme an der Stromerzeugungsgemeinschaft und dem bilanziellen Stromteilen ist die Nutzung eines Stromvertrages von Sonnen. Das Unternehmen trägt seinerseits die Messinfrastruktur und die Software und organisiert den Verkauf des überschüssigen Gemeinschaftsstroms.
Die Zahl der Mitglieder lag Anfang Oktober 2016 bei rund 3.000 Haushalten. Im Mai 2016 begann der Aufbau der Community in Österreich. Der Start der Schweizer Kundenplattform war für das dritte Quartal 2016 ankündigt.
Ab September 2016 konnten Besitzer einer sonnenBatterie ihren Strom über den Stromvertrag sonnenFlat beziehen. Ende August 2020 kündigte Sonnen jedoch den Tarif und bot einen alternativen Tarif an. Dies brachte Kritik von Verbraucherschützern und rechtliche Auseinandersetzungen mit sich.

## Auszeichnungen
- 2016: 50 Smartest Companies 2016 laut Massachusetts Institute of Technology[63][64]